# Ярослав Міллер
Prof. Mgr. Ярослав Міллер, M.A., Ph.D. (словац. Jaroslav Miller; нар. 8 січня 1971, м. Шумперк) — чеський історик, працює на філософському факультеті університету Палацького. Спеціалізується на урбаністичній проблематиці, історії політичного мислення і, останнім часом, також на питаннях чеської та словацької еміграції.

## Біографія
Ярослав Міллер закінчив гімназію в м. Шумперк (1985—1989), а потім — філософський факультет університету Палацького за спеціальністю: «Історія — російська філологія та література — англійська філологія та література» (1989—1995). Продовжував навчання в Центрально-Європейському університеті у Будапешті (1996—1997 M.A. за спеціальністю: «Рання історія нового часу»). Закінчив аспірантуру на філософському факультеті університету Палацького за спеціальністю: «Загальна історія» (1996—2000) та в Центрально-Європейському університеті в Будапешті (1998—2003) за спеціальністю: «Порівняльна історія». Історію нового часу вивчав також в Оксфордському університеті (1999—2000). Серед його викладачів були, наприклад, Йозеф Яржаб, Ральф Дарендорф, Стефен Грінблатт або Роберт Джон Вестон Еванс.
Пройшов ряд стажувань в університетах та наукових закладах в Канаді, Угорщині, США, Великій Британії, Німеччині та Австралії. Двічі був стипендіатом престижного німецького наукового фонду Александра фон Гумбольдта (2006 Марбург, 2010 Мюнстер) та американського фонду Ендрю в. Меллона (2004, 2010 Волфенбюттель). У 2008 році отримав стипендію Фулбрайтової програми в Коледжі Георгія та Державному Університеті, США. У 2010—2011 рр. був запрошений як професор до Університету Західної Австралії v Перту. У 2012 році посол Сполучених Штатів Америки номінував Міллера на посаду представника Фулбрайтової програми у Чехії. В тому ж році він був іменований професором історії, а на сьогодні є завідувачем кафедри історії філософського факультету університету Палацького у місті Оломоуц.
Міллер отримав декілька академічних та наукових номінацій, серед яких, у 2005 році — «R. John Rath Prize for Best Study in Habsburg History» або «Best Urban History Monograph Award». У 2008 році престижне британське видання Ашгейт (англ. Ashgate) опублікувало його монографію Urban Societies in East Central Europe, 1500—1700. У 2010 році видав в Нью-Йорку та Будапешті (разом з Лазло Контлерем) монографію Friars, Nobles and Burghers — Sermons, Images and Prints: Studies of Culture and Society in Early-Modern Europe.
У 2013 році подав заявку на посаду ректора університету Палацького у місті Оломоуц. Обраний на чотирирічний термін (2014—2018 роки).

## Публікації
- Urban Societies in East-Central Europe, 1500—1700, (Ashgate: Aldershot — New York, 2008).
- The Palatine Myth: Frederick V. and the Image of the Bohemian War in Early Stuart England, (ARGO: Prague, 2004).
- The Birth of Leviathan Postponed: The Crisis of the Stuart Monarchy, 1603—1641, (ARGO: Prague, 2006).
- The Closed Society and its Enemies: The City in East Central Europe (1500—1700), (Nakladatelství Lidové noviny: Prague, 2006).
- John Barclay — Argenis: Intellectual Roots of European Absolutism, (Nakladatelství Lidové noviny: Prague, 2009).
- With László Kontler, Friars, Nobles and Burghers — Sermons, Images and Prints: Studies in Culture and Society in Early Modern Europe (New York — Budapest: CEU Press, 2010).